# Eksperyment neutrinowy Reinesa-Cowana

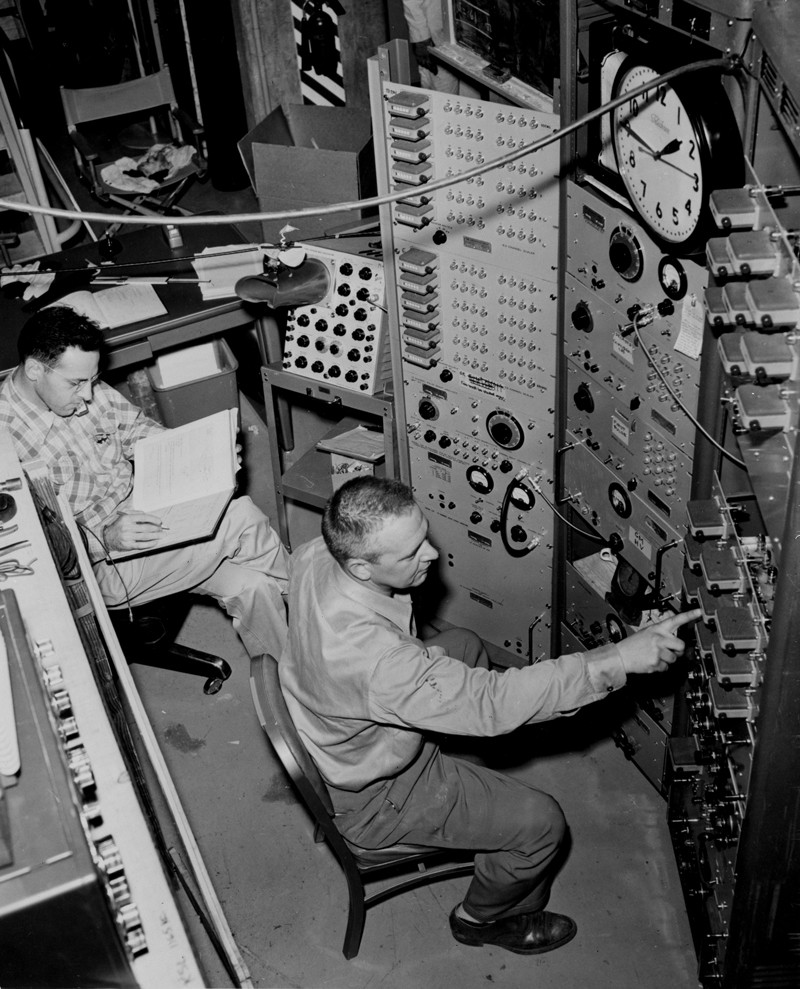
Reines (z lewej) i Cowan podczas przeprowadzania eksperymentu w Savannah River (1956)

Eksperyment neutrinowy Reinesa-Cowana został przeprowadzony przez absolwenta Uniwersytetu Waszyngtona w St. Louis – Clyde’a L. Cowana i absolwenta Uniwersytetu Nowojorskiego – Fredericka Reinesa w 1956 roku. Eksperyment potwierdził istnienie neutrin. Istnienie neutrina, subatomowej cząstki elementarnej o bardzo małej masie i bez ładunku elektrycznego, zostało zaproponowane w 1930 roku przez Wolfganga Pauliego, jako dodatkowy produkt rozpadu beta, bez którego proces ten łamałby zasadę zachowania energii. Neutrina, jako cząstki nieoddziałujące elektromagnetycznie ani silnie, wydawały się wtedy niemożliwe do wykrycia. Eksperyment wykorzystał bardzo silny strumień (hipotetycznych) antyneutrin elektronowych pochodzących z pobliskiego reaktora jądrowego oraz detektora składającego się ze zbiorników z wodą z domieszką chlorku kadmu umieszczonych pomiędzy zbiornikami z ciekłym scyntylatorem. Zaobserwowano oddziaływania antyneutrin z protonami stanowiącymi jądra atomów wodoru w cząsteczkach wody, po raz pierwszy potwierdzając istnienie i podstawowe właściwości tej cząstki.

## Kontekst
W pierwszych dwóch dekadach XX w. obserwacje elektronów z rozpadu jądrowego beta wykazały, że ich energia ma rozkład ciągły. Gdyby proces obejmował tylko jądro atomowe i elektron, energia elektronu miałaby pojedynczy, wąski pik, a nie ciągłe widmo energii. W rozpadzie obserwowano tylko powstały elektron, więc jego zmienna energia sugerowała, że energia nie może być zachowana. Ten dylemat i inne czynniki skłoniły Wolfganga Pauliego do podjęcia próby rozwiązania tego problemu, postulując istnienie neutrina w 1930 r. Jeśli fundamentalna zasada zachowania energii miała być zachowana, to rozpad beta musiałby być trzy-ciałowy, a nie dwu-ciałowy. Dlatego też Pauli zasugerował, że (oprócz elektronu) z jądra atomowego w rozpadzie beta emitowana jest dodatkowa cząstka. Ta cząstka, neutrino, miała bardzo małą masę i nie miała ładunku elektrycznego; nie była obserwowana, ale zabierała brakującą energię.
Sugestia Pauliego została rozwinięta przez Enrica Fermiego, który w 1933 roku zaproponował teorię rozpadu beta. Teoria zakładała, że proces rozpadu beta składa się z czterech bezpośrednio oddziałujących ze sobą fermionów. W wyniku tego oddziaływania neutron rozpada się bezpośrednio na elektron, domniemane neutrino (później ustalono, że to antyneutrino) i proton. Teoria, która okazała się niezwykle skuteczna, opierała się na istnieniu hipotetycznego neutrina. Fermi początkowo przesłał swoją „wstępną” teorię rozpadu beta do czasopisma Nature, które ją odrzuciło „ponieważ zawierała spekulacje zbyt odległe od rzeczywistości, aby zainteresować czytelnika”.
Jednym z problemów związanych z hipotezą neutrina i teorią Fermiego było to, że neutrino miało tak słabo oddziaływać z materią, że wydawało się niemożliwe do zaobserwowania. W artykule z 1934 roku Rudolf Peierls i Hans Bethe obliczyli, że neutrina mogą z łatwością przechodzić przez Ziemię bez jakiegokolwiek oddziaływania z materią.

## Zasada działania eksperymentu
W procesie odwrotnego rozpadu beta, przewidywane neutrino, a dokładniej antyneutrino elektronowe (νe), powinno oddziałać z protonem (p) produkując neutron (n) i pozyton (e+):
νe + p → n + e+
Szansa wystąpienia takiej reakcji jest bardzo mała. Prawdopodobieństwo wystąpienia dowolnej reakcji jest proporcjonalne do jej przekroju czynnego. Cowan i Reines przewidzieli, że przekrój czynny tej reakcji będzie wynosił około 6x10−44 cm². Jednostką przekroju czynnego, używaną zwykle w fizyce jądrowej jest barn, który odpowiada 1×10−24 cm², czyli jest to wielkość 20 rzędów większa.
Pomimo niskiego prawdopodobieństwa oddziaływania neutrin, sygnatura reakcji jest unikalna, co umożliwia wykrycie tych rzadkich oddziaływań. Pozyton dość szybko oddziałuje z którymś z elektronów ośrodka, w wyniku czego obie cząstki anihilują produkując dwa fotony (γ) biegnące w przeciwnych kierunkach. Neutron powstały w wyniku oddziaływania jest najpierw stopniowo spowalniany przez zderzenia z atomami zawartymi w wodzie, a następnie jest pochłaniany przez jądro kadmu. Po absorpcji neutronu, jądro jest w stanie wzbudzonym, tzn. posiada nadmiar energii, którą wypromieniowuje w postaci fotonów:
n + 108Cd → 109mCd → 109Cd + γ
W ten sposób rejestracja dwóch przeciwbieżnych fotonów z anihilacji pozytonu, a po kilku mikrosekundach fotonów powstałych w procesie wychwytu neutronu, stanowi unikalną sygnaturę oddziaływania neutrina.
Cząsteczka wody składa się z tlenu i dwóch atomów wodoru, a jądra większości atomów wodoru stanowi pojedynczy proton. Protony te mogą służyć jako tarcza dla antyneutrin, dzięki temu zwykła woda może służyć jako podstawowy materiał detektora. Atomy wodoru są tak słabo związane w wodzie, że w oddziaływaniach neutrin można je postrzegać jako wolne protony. Mechanizm oddziaływań neutrin z cięższymi jądrami, z kilkoma/wieloma protonami i neutronami, jest bardziej skomplikowany, ponieważ protony są silnie związane w jądrach.

## Układ eksperymentalny
Biorąc pod uwagę niewielką prawdopodobieństwo oddziaływania pojedynczego neutrina z protonem, neutrina można było zaobserwować tylko przy użyciu ogromnego strumienia neutrin. Począwszy od 1951 roku, Cowan i Reines, obaj pracujący wówczas z Los Alamos w stanie Nowy Meksyk, początkowo rozważali wykorzystanie neutrin produkowanych w testach broni atomowej jako źródło o wystarczającym strumieniu. Ostatecznie, za radą kierownika działu fizyki w Los Alamos J.M.B. Kellogga, wykorzystali reaktor jądrowy jako źródło neutrin. Reaktor mógł dostarczyć strumienia o wielkości około 1012−1013 neutrin na sekundę na centymetr kwadratowy, co znacznie przewyższało jakikolwiek strumień osiągalny z innych źródeł radioaktywnych.
Detektor neutrin, używany w Savannah River, składał się z dwóch płaskich zbiorników zawierających 200 litrów wody z domieszką 40 kg chlorku kadmu (CdCl2). Zbiorniki z wodą były umieszczone na przemian z trzeba zbiornikami z ciekłym scyntylatorem o łącznej objętości 4200 litrów. Każdy ze zbiorników ze scyntylatorem był wyposażony w 110 5-calowych fotopowielaczy. Wysokoenergetyczne fotony, powstałe w wodzie w wyniku anihilacji pozytonu i absorpcji neutronu z oddziaływania neutrina, przechodziły przez scyntylator powodując jego świecenie, które następnie było rejestrowane przez fotopowielacze.
Detektor został umieszczony w pobliżu rdzenia reaktora jądrowego, za 11 metrowa warstwa betonu, która zatrzymywała wszystkie cząstki powstające w reaktorze z wyjątkiem neutrin. Dodatkowo nad detektorem znajdowała się 12-metrową osłoną redukująca strumień promieniowania kosmicznego, będącego tłem dla oddziaływań neutrin.

## Wyniki
Początkowo eksperyment został przeprowadzony w 1953 r. w ośrodku atomowym Hanford Site w stanie Waszyngton, jednak ze względu na zbyt duże tło od promieniowania kosmicznego, wyniki nie były rozstrzygające. Pod koniec 1955 r. eksperyment przeniesiono do ośrodka Savannah River Site niedaleko miasta Aiken w Karolinie Południowej, który dysponował lepszą, 12 metrową, osłoną przed promieniowaniem kosmicznym. Detektor został również przebudowany, aby lepiej rozróżniać oddziaływania neutrin od promieniowania kosmicznego.
Przez pięć miesięcy zespół eksperymentalny zgromadził dane dla 900 godzin z włączonym reaktorem i 250 godzin z wyłączonym. Liczba zarejestrowanych w detektorze zdarzeń, których sygnatura odpowiadała oddziaływaniu neutrina, wynosiła około jednego na godzinę przy włączonym reaktorze. Przy wyłączonym reaktorze liczba takich zdarzeń była 5-krotnie niższa.
Dane te wykazały ponad wszelką wątpliwość, że zaobserwowane błyski światła odpowiadały odwrotnemu rozpadowi beta indukowanemu przez neutrina pochodzące z reaktora. Wyniki zostały opublikowane w Science z 20 lipca 1956 roku.

## Spuścizna
Clyde Cowan zmarł w 1974 roku w wieku 54 lat. W 1995 roku Frederick Reines został uhonorowany Nagrodą Nobla za swoją pracę nad fizyką neutrin.
Podstawowa strategia wykorzystania masywnych detektorów, często opartych na wodzie, do badań neutrin została wykorzystana w kilku kolejnych eksperymentach, m.in. w detektorze Irvine-Michigan-Brookhaven (IMB), Kamiokande, Sudbury Neutrino Observatory (SNO) i eksperymencie Homestake. Homestake wykrył neutrina powstałe w wyniku syntezy jądrowej w jądrze słonecznym. Neutrina z wybuchu supernowej SN 1987A w 1987 roku zostały wykryte m.in. przez detektory IMB i Kamiokande. Wydarzenie to stanowiło narodziny astronomii neutrin. Obserwacja neutrin słonecznych przez SNO potwierdziła istnienie oscylacji neutrin. Proces ten dowodzi, że neutrina nie są bezmasowe, co stanowi znaczący postęp w fizyce cząstek elementarnych.